# Josefina Oliver
Josefina Oliver (* 1. März 1875 in Caballito, Buenos Aires; † 23. Januar 1956 in Buenos Aires) war eine argentinische Fotografin, bildende Künstlerin und Tagebuchschreiberin. Im Laufe ihres Lebens schrieb sie 20 Bände ihres Tagebuches, von 1892 bis zum Tag vor ihrem Tod. Die Tagebücher enthalten ihr Umfeld in verschiedenen Genres und künstlerischen Ausdrucksformen. Als Fotografin fertigte sie insgesamt 2630 Aufnahmen an, von denen sie 1050 kolorierte. Für eine große Anzahl an Fotos entwarf sie Szenografien, und aus den besten Fotos schuf sie 200 Collagen und 120 Postkarten.
Ihre Tagebücher, welche jahrelang verborgen blieben, tragen heute zu einer breiteren Perspektive der Geschichte Argentiniens vom Ende des 19. Jahrhunderts bis Mitte des 20. Jahrhunderts bei.

## Biografie
Josefina Oliver wurde am 1. März 1875 in Caballito, Buenos Aires, geboren.
Der mündlichen Überlieferung nach kamen sie und ihre Eltern, Pedro Oliver und Juana Rebasa, am 25. November 1870 im Hafen von Buenos Aires an. Die Ehe ihrer Eltern resultierte in fünf Töchtern, doch nur Josefina und ihre drei Jahre jüngere Schwester Catalina überlebten. Beide gingen auf eine öffentliche Schule, doch Oliver musste im Alter von 14 Jahren die Schule verlassen, um sich um den Haushalt zu kümmern, da ihre Mutter auf Grund von psychischen Problemen im Krankenhaus war.
Im Jahr 1894 starb ihre Mutter Juana Rebasa im Hospiz für geisteskranke Frauen in Buenos Aires, das heutige Moyano-Krankenhaus. Zu Juanas Lebzeiten verschwieg ihre Familie ihren Zustand, welcher zu den gesellschaftlichen Tabus jener Zeit gehörte; dennoch gingen die Töchter mit ihrem Vater zum Friedhof von Recoleta, um ihr einen Blumenkranz aus Porzellan zu hinterlassen.
1907 heiratete Oliver ihren Cousin Pepe Salas Oliver, mit dem sie vier Kinder bekam. Das erste Kind starb 1910 bei der Geburt in Buenos Aires. Im selben Jahr reiste das Ehepaar nach Palma de Mallorca in Spanien, wo ihre Töchter Isabel (1911) und Juana (1912) auf die Welt kamen. 1914 kehrte die Familie nach Argentinien zurück und lebte in Adrogué, in der Provinz Buenos Aires, wo ihr Sohn Pedro (1915) geboren wurde. 1921 löste sich die Netzhaut ihres linken Auges und sie drohte zu erblinden. Sie überwand dies mit strengster Ruhe und bearbeitete in der Zeit ihre ersten sieben Tagebücher.
1922 kehrte die Familie nach Palma de Mallorca zurück, wo die Kinder aufwachsen und eine Ausbildung erhalten sollten. Ihre älteste Tochter Isabel heiratete den Arzt Manuel Balaguer aus Palma. Juana, ihre zweite Tochter, verlobte sich mit José Vich, der später auch ihr Ehemann wurde. 1937, während des Spanischen Bürgerkrieges, reiste Oliver mit ihrem Mann Pepe und ihrem Sohn Pedro nach Buenos Aires zurück und ließ ihre beiden Töchter in Spanien zurück.
1939 heiratete Olivers Tochter Juana und bekam ein Kind, das vier Monate später plötzlich starb. Juana beging daraufhin Suizid. Diese Tragödie traf auch Josefina Oliver und ihren Mann, der im August an einer Lungenentzündung starb. Die älteste Tochter Isabel reist daraufhin schwanger nach Buenos Aires, um ihre Mutter zu begleiten. Sie wohnten zusammen in einer Wohnung in der Nähe von Josefinas Schwester Catalina, zu der Oliver ihr Leben lang ein enges Verhältnis hatte. Ein Monat nach Isabels Ankunft brachte Isabel ihre Tochter Pepita auf die Welt, was Josefina mit neuer Freude erfüllte.
Ein Jahr später wurde Isabel mit ihrem Mann wiedervereint, der im Zweiten Weltkrieg im Ausland war. Die fünf lebten fünfzehn Jahre bei Oliver, bis zu ihrem Tod am 23. Januar 1956.

## Werke
Das Werk von Josefina Oliver wurde erst als solches identifiziert, als ihre verschiedenen Teile von Patricia Viaña zusammengeführt wurden. Als Frau des 19. Jahrhunderts konnte Oliver nicht außerhalb des Hauses oder des Freundeskreises agieren, die publizistische Arbeit war Männersache. Der Zwang der von der Presse und der Gesellschaft auf einige fortschrittliche Frauen wie Julieta Lanteri, Elvira Dawson und Delfina Bunge ausgeübt wurde, war ein deutliches Beispiel für jede Frau, die sich nach Unabhängigkeit sehnte. Josefina Oliver akzeptierte die Bedingungen der damaligen Zeit, schaffte es aber, sie mit ihrer künstlerischen Arbeit ohne zeitliche und geschlechtsspezifische Grenzen durchzubrechen, obwohl sie keine formale Ausbildung hatte.
Eine Analyse ihres Lebens zeigt mögliche Zusammenhänge zwischen ihren Werken und den dramatischen Ereignissen, die sie erlebte. Intuitiv verarbeitete sie die Tragödien in ihrem Leben durch künstlerischen Ausdruck. Die psychischen Probleme ihrer Mutter beeinflussten vermutlich ihre Wahl der Fotografie und insbesondere die Farbgebung ihrer Abzüge, welche für das damalige Schwarz-Weiß ungewöhnlich war. Inés Tanoira, eine Fotografin, die Olivers Werk studiert hat, sagt dazu: „Josefina sprach durch ihre Bilder.“ Allerdings streicht Oliver die Einträge über die Krankheit und die Besuche ihrer Mutter im Hospiz aus ihrem Tagebuch, um keine Aufzeichnung zu hinterlassen.
Der Anlass, der sie am Ende vermutlich zum Veröffentlichen ihrer Tagebücher brachte, war der Suizid ihrer Tochter Juana, die sie drei Jahre später binden ließ.

### Entdeckung
Im Oktober 2006 bat Patricia Viaña ihre Cousine Isabel Balaguer um einen Band des Tagebuchs ihrer Großmutter Josefina Oliver.
Als sie es öffnete, sah sie, dass es sich um den dritten Band handelte, auf dessen Seiten sie Fotos von Oliver fand. Dank dieser Fotos konnte sie die Urheberin der Fotos identifizieren, welche sie 23 Jahre zuvor in ihrem Haus gefunden hatte, in dem ihre Großmutter Catalina Oliver, Josefinas Schwester, lebte. Die Bilder aus dem Tagebuch und die, die ihr vorlagen, ließen sie vermuten, dass es sich um einen Fotografen handelte, der für die argentinische Fotografie von Interesse war. Um das zu überprüfen, begann Patricia das gesamte Material, was sich im Besitz ihrer Familie befand, zu untersuchen. Dank ihrer Cousinen konnte sie die 20 Bände des Tagebuchs lesen, die 8400 Seiten einscannen und etwa 2600 Fotos finden, die Josefina Oliver in Alben, Postkarten und Collagen aufbewahrt hatte.
Viaña trug diese große Menge und Vielfalt an Material zusammen, welches bis 2006 unbeachtet geblieben war. Durch die Zusammenführung entstand Olivers Werk von 1892 bis 1956. Patricia untersuchte auch den historischen Kontext von Oliver, um das Werk in seiner Zeit zu verorten und eine umfassende Analyse ihrer Welt zu erstellen. Währenddessen untersuchten diverse Fachleute das Material und bestätigten die Verflechtung, die die Autorin in ihrem Werk erreichte.
Heute ist das Werk von Josefina Oliver in mehreren Blogs, Instagram und Facebookprofilen, in der Sammlung Escenas de la vida cotidiana von Clarín, in der Zeitschrift Viva und auf ihrer eigenen Website zu finden.

### Fotografie
Im Jahr 1895 brachte ein Nachbar, Ricardo Candriani, Josefina mit einem Freund, Ulderigo Tabarracci, mit der Fotografie in Verbindung. Sie machten Fotos von ihr in Buenos Aires auf dem Bauernhof San Vicente. Tabrracci leiht Josefina seinen Apparat, welche fortan mit Freunden die Technik ausprobiert und erlernt.
Gegen Ende des Jahres kaufte ihr Vater ihr einen Edison-Fotoapparat. Josefina begann von nun an auf eigene Faust zu fotografieren. Sie brachte sich Dinge selber bei, welche der akademischen Strömung nahe kamen. In ihren Tagebüchern steht, wie sie in den ersten Jahren Material aus verschiedenen Häusern der Branche bezog: Enrique Lepage, wo sie dem Assistenten Max Glucksmann sehr nahe stand; Ortuño; Widmayer; Stein; Seghen; Casa Rosauer und das Maklergeschäft Monserrat in Buenos Aires. Jahre später, bei Rossi Lavarello; Lutz; Ferrand y Cía. 1920 in Rosario im El Águila.

#### Eingriffe
Josefina nimmt auf vielen ihrer Fotografien Eingriffe vor, sowohl auf den Negativen als auch auf den Abzügen. Am auffälligsten sie die Kopien, die von ihr mit Eiweißfarbe beleuchtet (koloriert) und von ihr auf Karton angebracht werden, anstatt zusammengeklebt werden.
Von den Negativen kopierte sie meistens im Ganzen und koloriert einige. Ihre Favoriten entwickelte sie auf Kunstdruckpapier in Form einer Malerpalette, von Rauten oder Herzen. 
Häufig fertigte sie auch mehrere Kopien desselben Negativs an, die sie dann auf unterschiedliche Art und Weise beleuchtet. In vielen Fällen ist die Beleuchtung wichtiger als das Foto, welche das Werk zu einem Kunstwerk macht. Sie verwendet diese Technik auf ihren Fotografien und schafft so ein Werk, das sich vom Original unterscheidet. Dies sind die „Variationen“ von Josefina Oliver.

#### Szenografien
Josefina stellt ihre Fotos nach Ideen zusammen, die sie für einige der Aufgaben inszeniert.
Viele der Fotos werden außerhalb von Buenos Aires aufgenommen, wo sie die meisten ihrer Inspirationen findet. Meistens wählt sie ihre Schwester Catalina als Hauptdarstellerin. Auch ihre Freundinnen erscheinen öfter, als Landfrauen gekleidet an einem Tor, mit langem Zöpfen, Gitarre spielend, Wassermelone essend oder Mate trinkend auf der Ranch.
In Buenos Aires ändern sich die Inszenierungen und fügen sich in eine formellere Atmosphäre ein, die an Figuren mit patriotischer Symbolik oder an Gemälde im Stil von Rembrandt erinnert. In der ersten Gruppe wird sie durch die Beleuchtung als Allegorie der argentinischen Flagge dargestellt und ist in die Reihe der historisch ikonographischen Bilder eingeschrieben.

#### Selbstporträts
Josefina Oliver ist eine ungewöhnliche Fotografin. In der Zeit, in der es Frauen an eigenem Raum fehlt, entzieht sie sich diesem Kontext und schafft eine eigene Dimension. Dies tut sie, indem sie hundert Selbstporträts aufnimmt, in denen sie „Mehr-Gesichter“ beschwört. In fast allem bekräftigt sie ihre Identität mit der Inschrift ICH – dem Leitmotivs ihres Tagebuchs über 64 Jahre hinweg und ihrer Autobiografie mit dem Titel Ich von 1949. Auch wenn jemand anders mal auf den Auslöser ihrer Kamera drückt, gehört die Aufnahme ganz Josefina, manchmal als Schauspielerin, aber immer als der Schöpferin ihrer Inszenierung.
Durch diese Aufnahmen erkundet sie mögliche Selbstbilder, die über ihren sozialen, bürgerlichen oder geschlechtlichen Status hinausgehen. Sie ist sowohl eine bürgerliche, spanische und/oder eine klassische Porteña, als auch eine Frau, die von der Arbeit auf dem Bauernhof zurückkehrt; sie ist frisch verheiratet und trägt das Hochzeitskleid ihrer Schwester: „Ich trug es, um zu sehen, wie es aussieht“, heißt es zu dem Foto, das mitten im Junggesellendasein aufgenommen wurde.
In anderen Selbstporträts schneidet sie ihren Kopf aus und klebt ihn in das Tagebuch oder auf Postkarten. Einmal bildet sie sich als Mann mit Schnurrbart und Baskenmütze ab. „Das ist ein Freund von Pepe, der den Sontag hier verbrachte, und als wir Genarrt erwähnten, sagte er, dass er ihn sehr gut kenne und ein Freund von ihm sei“, schrieb sie auf die Postkarte, die sie mit dem Foto an ihre Schwester schickte, ein deutliches Beispiel für Josefina Olivers Humor, der in vielen ihrer Aufnahmen auftauchte.

#### Auflagen
Während sie fotografiert, bewahrt Josefina alle Kopien auf, die sie von ihren Negativen macht.
Sie kauft Alben, um sie darin aufzubewahren, und bearbeitet sie je nach ihrer Qualität. So hinterlässt sie zwei voluminöse Alben mit den weggeworfenen Negativen, mit Schwarzweiß- oder Sepiaabzügen. Andererseits bearbeitet sie zwei kleine Alben im Format 15 × 21 cm mit jeweils 22 Fotos, die sie mit Farben koloriert. Und ein spezielles Album, das ihrer Nichte Mercedes García Oliver gewidmet ist, „La Nena“, mit 162 beleuchteten Fotos, darunter 15 Selbstporträts. Seit 1900 hat sie insgesamt zehn Alben mit 1164 ihrer eigenen Fotos veröffentlicht.

#### Collagen
Die Collagen von Josefina Oliver decken verschiedene Zeiträume von 1899 bis 1954 ab. Sie begann Fotos, Texte, Briefe, Nachrufe, Zeitungsausschnitte, Landkarten, Musik- und Theaterprogramme in ihr Tagebuch zu kleben. Anderseits gestaltete sie 200 Postkarten, die sie mit ihrer Fotos zusammenstellte und an Verwandte und Freunde schickte und durch einen geschriebenen Text vervollständigte. Dies umfasste die erste Periode der Collagen, die von 1899 bis etwa 1910 reichte.
Die zweite Periode begann 1925 auf Mallorca, als ihr Mann Pepe ein Fotolabor einrichtete und Josefinas frühe Bilder kopiert. Josefina, die auf Grund einer Netzhautablösung ein Auge verloren hatte, belichtete diese und fertigte mit vielen von ihnen eine Collage an.
Die letzte Periode, um 1943, war sehr umfangreich. Josefina baute weiterhin Material in ihr Tagebuch ein. Sie bat den Drucker, der ihre Bücher band, um die Hinzufügung weißer Blätter, auf denen sie ihre besten Aufnahmen ausstellen würde.
In dieser Zeit schuf sie auch ein besonders Werk, das Libor de curiosidades (Buch der Kuriositäten). Es ist nicht das einzige, denn sie fertigte noch mehrere andere an, die heute verloren sind, aber von ihr in ihren Schriften festgehalten wurden, wie z. B. Das Leben von Martín Fierro; ein 200-seitiges Sammelalbum; Vogue 200 Tafeln mit Frauen in wunderbaren Farben; Album der Innenräume; ein Buch mit Stickern, Porträts, Landschaften; ein kleines Album in Farben von Modellen.